# Fedayi (Armenier)

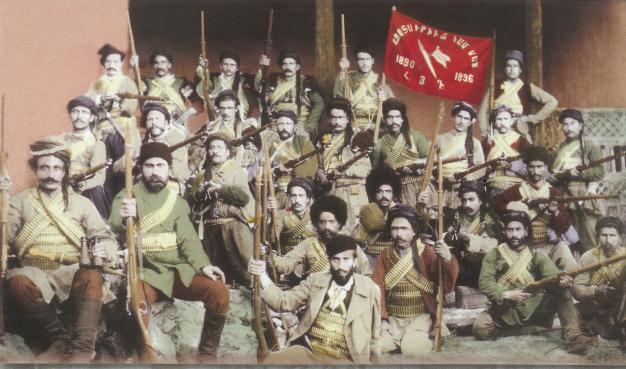
Eine Gruppe „fedayi“ unter dem Banner der Armenischen Revolutionären Föderation (ARF).
Die Inschrift bedeutet Freiheit oder Tod.

Fedayi (westarmenisch: Ֆէտայի Fedayi; ostarmenisch: Ֆիդայի Fidayi) waren armenische Zivilisten, die sich zur Selbstverteidigung zu irregulären Truppeneinheiten zusammenschlossen in Reaktion auf die Massenmorde an Armeniern sowie die Plünderung armenischer Dörfer durch Kriminelle, kurdische Stammeskrieger und Hamidiye-Einheiten während der Regierungszeit von Abdülhamid II. im späten 19. und Anfang des 20. Jahrhunderts. Die Trupps entstanden vor allem als Antwort auf die Massaker an den Armeniern 1894–1896 (Hamidische Massaker, Համիդյան ջարդեր). Das wichtigste Ziel war armenische Autonomie (Armenakan – Արմենական Կուսակցութիւն) oder Unabhängigkeit (Dashnak – Հայ Յեղափոխական Դաշնակցութիւն (ՀՅԴ), Huntschak – Սոցիալ Դեմոկրատ Հնչակյան Կուսակցություն (ՍԴՀԿ)), je nach Ideologie und dem Grad an Unterdrückung, den die Armenier erlebten.
Einige der führenden Fedayi nahmen auch an der iranischen Konstitutionellen Revolution teil im Einverständnis mit den Führern der Armenischen Revolutionären Föderation (ARF, Haj Heghapochagan Daschnakzutjun).

## Name
Der Begriff fedayi im Armenischen kommt ursprünglich aus dem Arabischen von dem Begriff Fedajin: arabisch فدائيون fidā'īyūn, wörtlich übersetzt etwa: „die bereit sind, ihr Leben zu opfern“, auch mit Märtyrer oder Widerstandskämpfer, Kamikaze wiedergegeben (vgl. Fidā'ī).

## Ziele und Einsätze

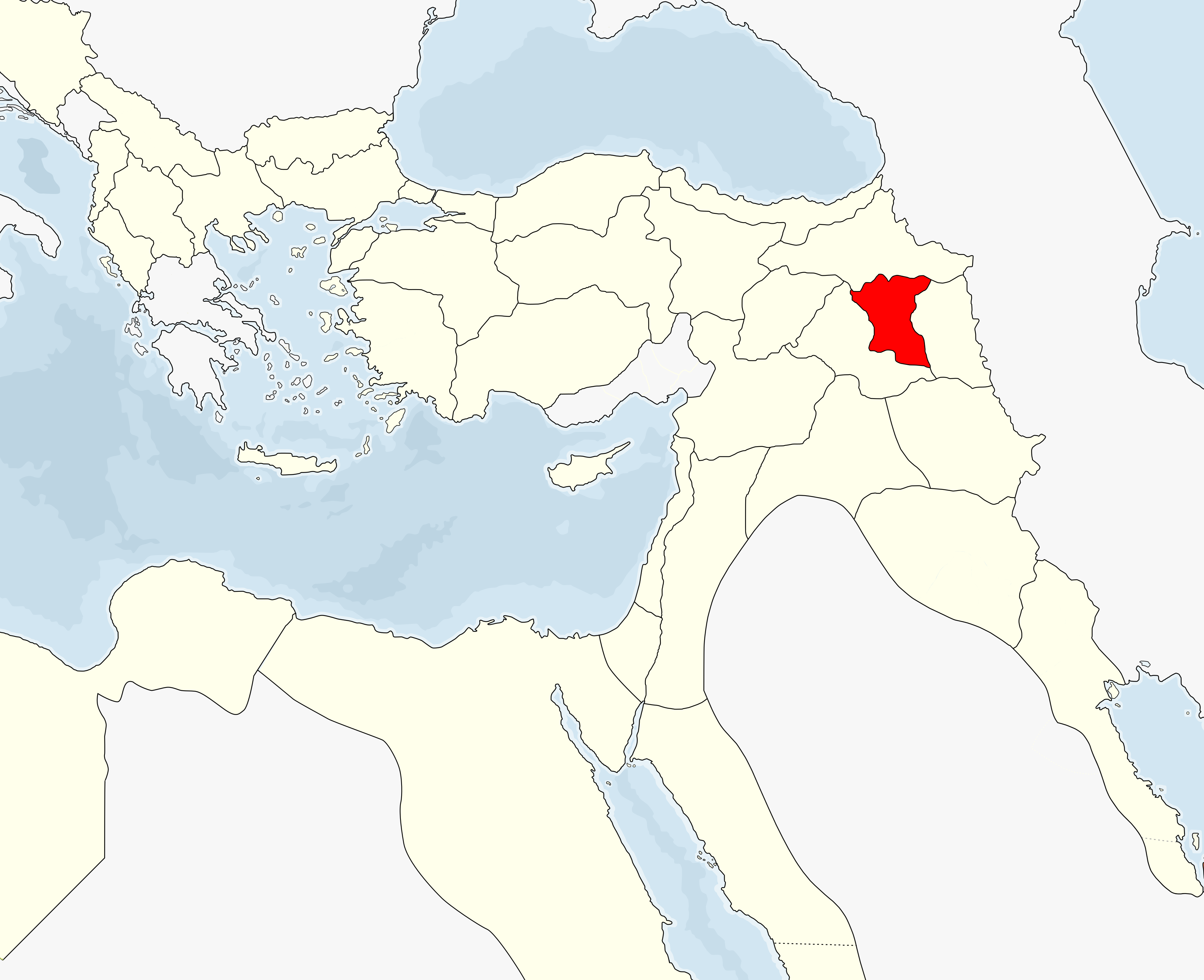
Das Vilâyet Bitlis (historisch: Taron) war das Zentrum der fedayi-Einsätze im späten 19. Jahrhundert und frühen 20. Jahrhundert.

Die Fedayi wollten zunächst die armenische Dorfbevölkerung vor Verfolgungen schützen und zugleich die Aktivitäten des Osmanischen Reichs in armenisch besiedelten Gebieten eindämmen. Armenische Freiwillige fochten während der Massaker an den Armeniern 1894–1896, während des Widerstands von Sason 1894, des Widerstands von Zeytun 1895–1896, der Verteidigung von Van 1896 (Վանի ինքնապաշտպանություն (1896)) und während der Khanasor Expedition 1897 (Խանասորի արշավանք). Sie waren Anführer und Mitglieder der Armenischen Nationalen Befreiungsbewegung (Հայ ազգային-ազատագրական շարժում Hay azgayin-azatagrakan sharzhum). Die Gruppen sabotierten Telegrafenlinien und plünderten Armee-Vorräte. Sie führten auch Ermordungen und Gegenangriffe auf muslimische Dörfer durch und unterstützten Armenier bei der Selbstverteidigung der Dörfer während Säuberungsaktionen der osmanischen Beamten. Sie wurden von Armeniern unterstützt und kamen in kurzer Zeit zu Ruhm und Vertrauen.
Die Aktivitäten im osmanischen Reich verebbten während der Zweiten osmanischen Verfassungsperiode, als das Komitee für Einheit und Fortschritt an der Macht war und, für einige Zeit, den armenischen Bürgern im Reich die gleichen Rechte wie den türkischen und kurdischen Bürgern einräumte. Die meisten Fedayi-Gruppen lösten sich in dieser Zeit auf und ihre Mitglieder kehrten zu ihren Familien zurück.

### Persische Konstitutionelle Revolution

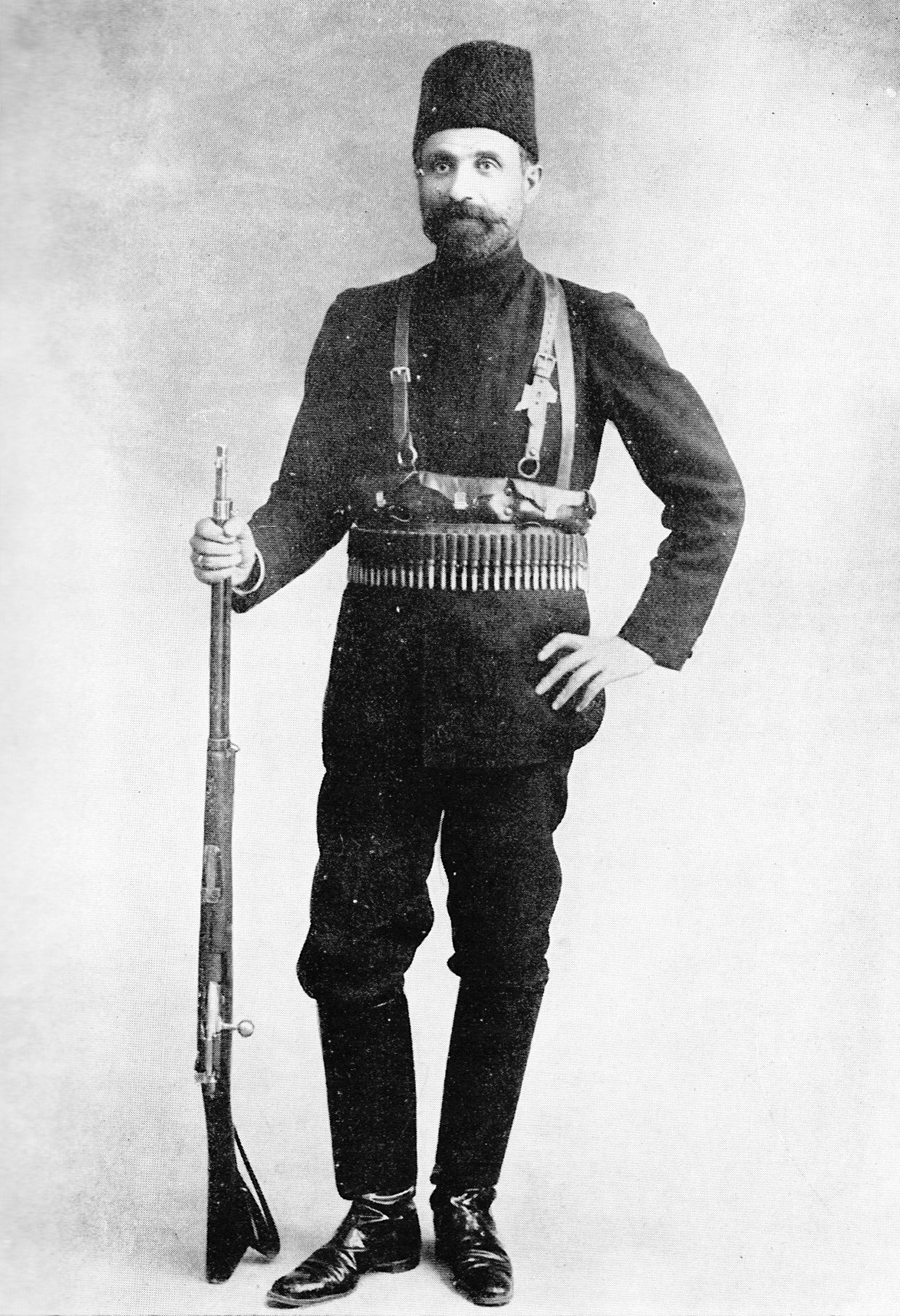
Yeprem Khan war ein Revolutionsführer des Iran und eine Schlüsselfigur der Konstitutionellen Revolution.

Mehrere Fedayi und Schlüsselfiguren der ARF wie Aram Manukian, Hamo Ohanjanyan und Stepan Stepanian ließen sich auch für die Zwecke der Konstitutionellen Revolution im benachbarten Kadscharen-Persien anwerben.
Ihr Einfluss bewirkte, dass die Bewegung sich für Gerechtigkeit für alle arbeitenden Menschen einsetzte und somit Menschenrechte vertrat. Die Fedayin wollten dabei vor allem die Armenier im Iran unterstützen.

### Erster Weltkrieg

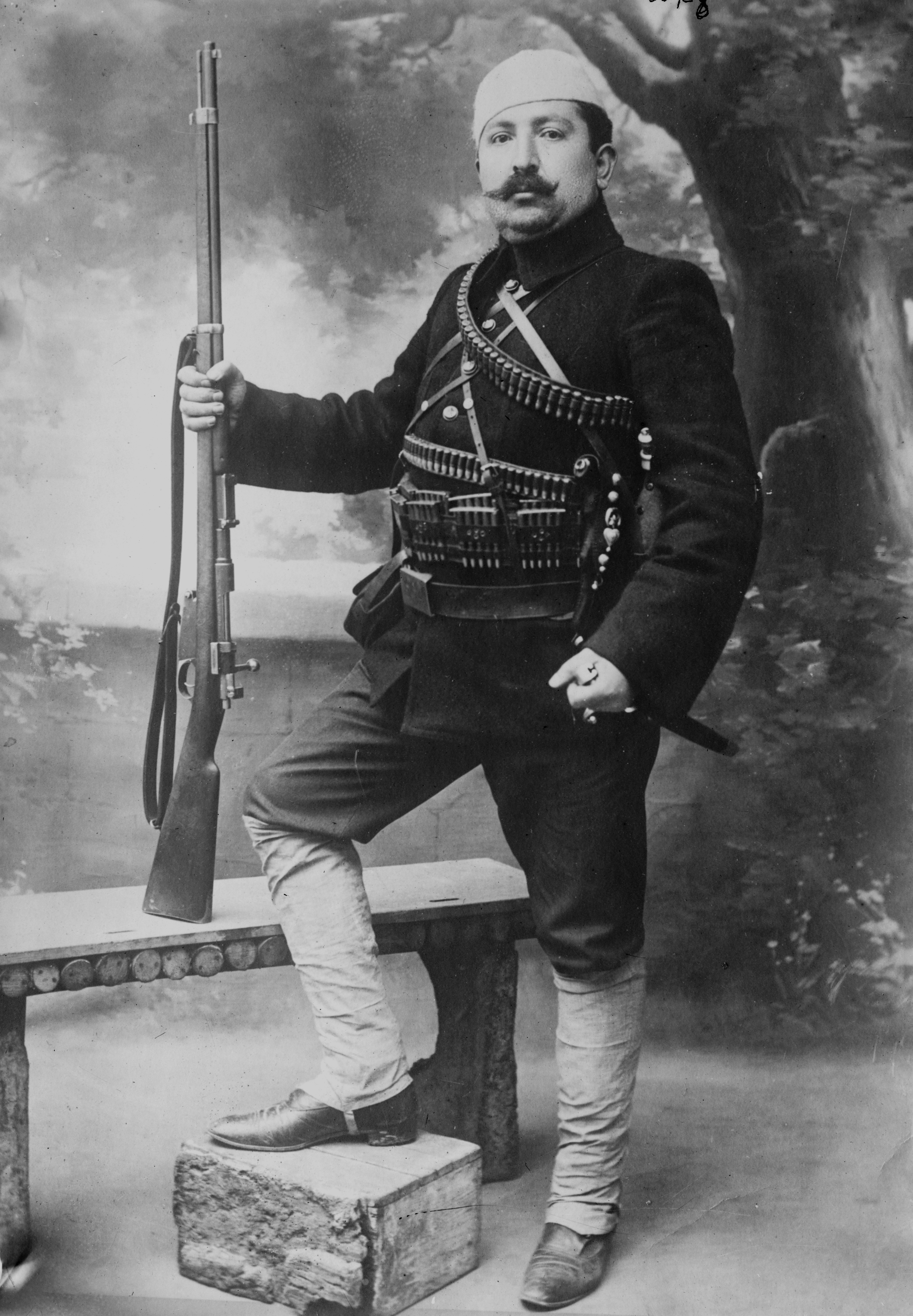
Ein armenischer Freiwilliger, Foto der Library of Congress.

Einige Fedayi-Gruppen schlossen sich im Ersten Weltkrieg der osmanischen Armee an, nachdem die Regierung ein neues Gesetz verabschiedet hatte, um die Unterstützung für den Krieg zu sichern. Darin wurden alle wehrfähigen Männer bis zum Alter von 45 aufgefordert, sich entweder in die Osmanischen Armee rekrutieren zu lassen oder sich zurückstellen zu lassen und dafür zusätzliche Abgaben zu leisten, die zur Finanzierung des Krieges dienen sollten. Die meisten körperlich fähigen Männer wurden daraufhin aus ihrer Heimat geholt und nur Frauen, Kinder und Ältere blieben zurück. Die meisten der armenischen Rekruten wurden später zum Straßenbau abkommandiert und viele im Völkermord an den Armeniern hingerichtet.
Der Völkermord im Ersten Weltkrieg schuf die Voraussetzung für ein zweites Erwachen der Fedayi, die sich reorganisierten, während zehntausende Armenier in verschiedene Armeen eingezogen wurden. Vor allem in der Kaiserlichen Russischen Armee wurden Armenische Freiwilligen-Einheiten (Հայ կամավորական ջոկատներ Hay kamavorakan jokatner) gebildet, die gegen das osmanische Reich kämpften.
Die russische Kaukasusfront brach jedoch nach der Russischen Revolution 1917 zusammen. Der Armenische Kongress der Ostarmenier bat die armenischen Soldaten und Offiziere, die über das russisch besetzte Gebiet verstreut waren, zusammenzukommen. Vor allem Armenier sollten an der Kaukasusfront mobilisiert werden. Mit der Organisation wurde ein Armenisches Militär-Committee gegründet mit General Bagradouni als Präsident. Im selben Jahr rief der Armenische National-Kongress den Armenischen Nationalrat ins Leben, der die Erste Republik Armenien schuf. Die armenischen Militärdienstleistenden und die Freiwilligen aus der russischen Armee bildeten später den Kern der Streitkräfte der Ersten Republik Armenien. Armenische Flüchtlinge aus dem osmanischen Reich strömten in den neugegründeten armenischen Staat. Weiter südöstlich in Van halfen die Fedayi den ansässigen Armeniern, Widerstand gegen die Türkische Armee zu leisten, aber bis April 1918 wurden sie letztlich gezwungen aufzugeben und flohen nach Persien.
Um Nothilfemaßnahmen einzuleiten, berief die Verwaltung des besetzten Westarmenien eine Konferenz, bei der Pläne ausgearbeitet wurden, eine 20.000-Mann starke Miliz unter der Führung von Andranik zu gründen. Dies geschah im Dezember 1917. Der Civilian Commissioner Hakob Zavriev beförderte Andranik in den Rang eines Generalmajors und er übernahm das Kommando über Armenien innerhalb des osmanischen Reiches. Die Milizen fochten in zahlreichen Schlachte wie der Schlacht von Kara Killisse (Karakilise Muharebesi, Ալաշկերտի ռազմագործողություն), der Schlacht von Bash Abaran (Baş-Abaran Muharebesi, Բաշ Աբարանի ճակատամարտ - Bash Abarani chakatamart) und der Schlacht von Sardarapat, wo die Fedayi sich mit der armenischen Armee (aus Jerewan) unter General Tovmas Nazarbekian zusammenschlossen.
Die Zahl der Kämpfer in diesen irregulären Einheiten betrug 40.000–50.000, laut Boghos Nubar, dem Präsidenten der Armenischen Nationaldelegation in der Pariser Friedenskonferenz 1919.
Nubar schrieb:

„Im Kaukasus, wo, um nicht die 150.000 Freiwilligen-Einheiten der Kaiserlichen russischen Armee zu erwähnen, mehr als 40.000 der Freiwilligen halfen, einen Teil der armenischen Vilayets zu befreien, und wo, unter dem Kommando ihrer Führer Antranik und Nazerbekoff, sie, aleine unter den Völkern des Kaukasus, Widerstand leisteten gegen die türkische Armeen, von Beginn des Bolschewistischen Rückzugs bis zur Unterzeichnung des Waffenstillstandes. (Brief an das Französische Außenamt, 3. Dezember 1918.)“

Boghos Nubar hatte das Ziel als Teil der Armenischen Delegation die Fläche der Ersten Republik von Armenien zu vergrößern. Daher hat er möglicherweise die Zahl der armenischen Fedayi übertrieben, um zu suggerieren, dass die Armenier fähig wären, eine große osmanisch-armenische Grenze zu verteidigen. In Wirklichkeit waren die Zahlen wohl weit geringer, wenn man bedenkt, dass meist nur eine Handvoll Fedayi an den Gefechten mit den kurdischen oder türkischen Einheiten beteiligt waren. Darüber hinaus waren viele Fedayi an den unterschiedlichsten Schauplätzen anzutreffen und traten an verschiedenen Plätzen und in verschiedenen Schlachten auf. Viele der armenischen irregulären Kämpfer starben auch bei der Verteidigung von Westarmenien während des Völkermords.

## Persönlichkeiten

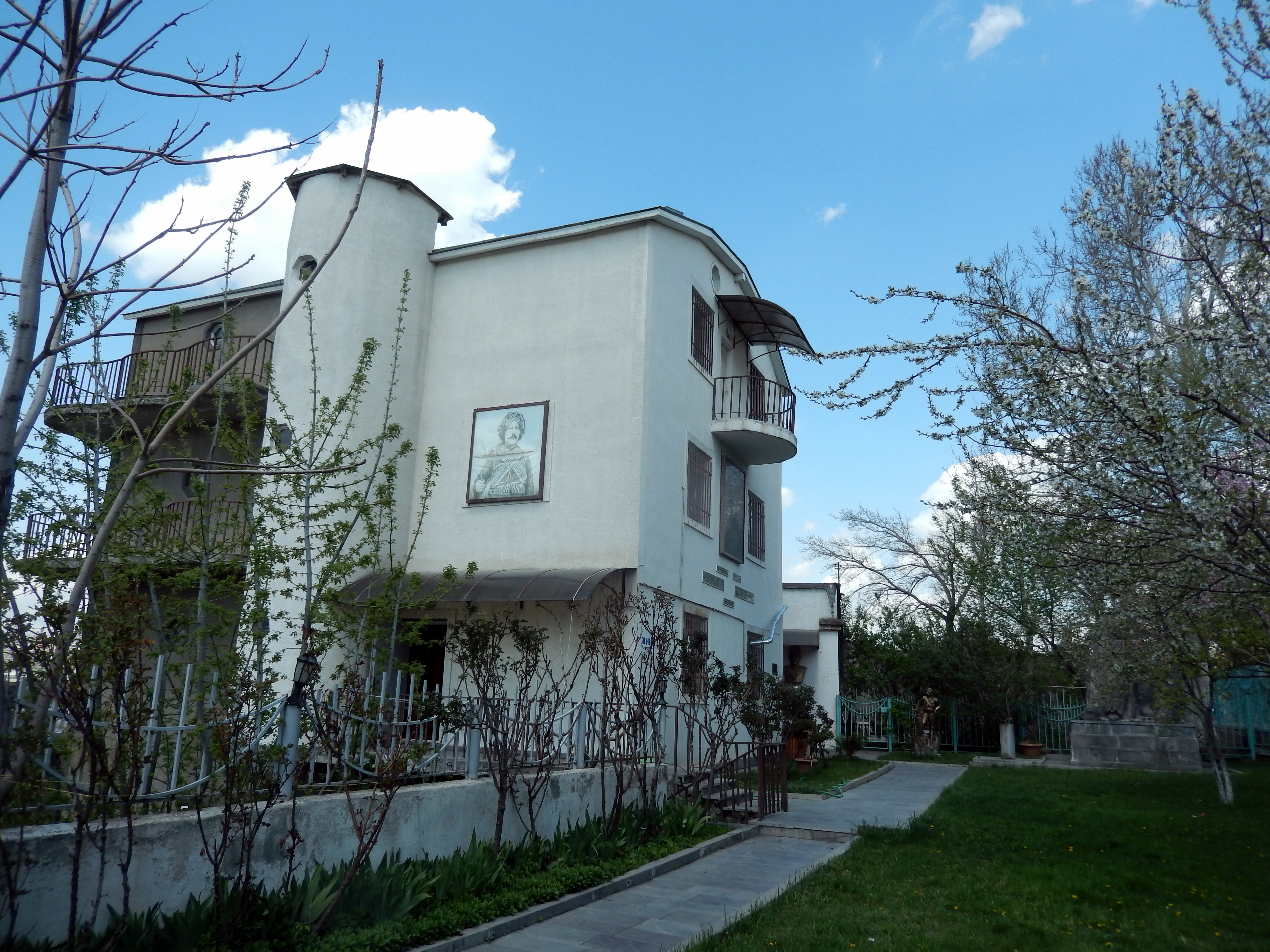
Das Museum der Fedayis, benannt nach Andranik, Jerewan.

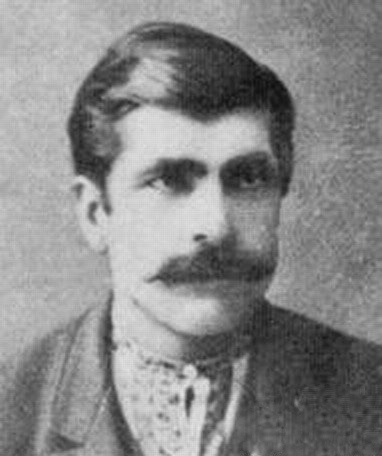
Arabo
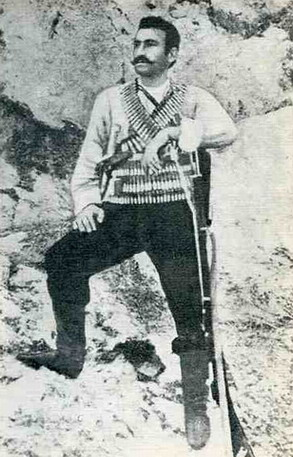
Kevork Chavush
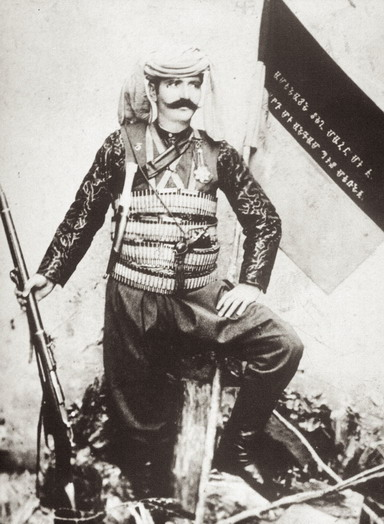
Andranik

| Tarnname             | Aktive Jahre (als fedayeen) | Einsatzgebiete                      | Politische Zuordnung |
| -------------------- | --------------------------- | ----------------------------------- | -------------------- |
| Arabo                | 1880er - 1893               | Westarmenien                        | Daschnak             |
| Girayr               | 1880er - 1894               | Westarmenien                        | Huntschak            |
| Papken Siuni         | - 1896                      | Westarmenien, Konstantinopel        | Daschnak             |
| Aghbiur Serob        | 1891–1899                   | Westarmenien                        | Daschnak             |
| Hrayr Dzhoghk        | 1880er - 1904               | Westarmenien                        | Huntschak, Daschnak  |
| Kevork Chavush       | 1890–1907                   | Westarmenien                        | Huntschak, Daschnak  |
| Sevkaretsi Sako      | - 1908                      | Westarmenien, Iran                  | Daschnak             |
| Yeprem Khan          | 1880er - 1912               | Westarmenien, Iran                  | Daschnak             |
| Nikol Duman          | - 1914                      | Westarmenien, Ostarmenien           | Daschnak             |
| Medzn Mourad         | 1880er - 1915               | Westarmenien                        | Huntschak            |
| Ishkhan              | - 1915                      | Westarmenien                        | Daschnak             |
| Paramaz              | 1890er - 1915               | Ostarmenien                         | Huntschak            |
| Keri                 | 1880er - 1916               | Westarmenien, Iran, Ostarmenien     | Daschnak             |
| Hovsep Arghutian     | 1889–1918                   | Westarmenien                        | Daschnak             |
| Armenak Yekarian     | 1890er - 1918               | Westarmenien                        | Armenakan            |
| Sebastatsi Murad     | 1890er - 1918               | Westarmenien, Ostarmenien, Baku     | Huntschak, Daschnak  |
| Andranik             | 1895–1919                   | Westarmenien, Bulgarien, Zangezur   | Huntschak, Daschnak  |
| Aram Manukian        | 1903–1919                   | Westarmenien, Ostarmenien           | Daschnak             |
| Sose Mayrig          | 1890er - 1920               | Westarmenien                        | Daschnak             |
| Hamazasp Srvandztyan | 1890–1920                   | Westarmenien, Ostarmenien           | Daschnak             |
| Dro                  | 1914–1920                   | Westarmenien, Ostarmenien           | Daschnak             |
| Vartan               | 1890–1920er                 | Westarmenien, Ostarmenien           | Daschnak             |
| Garegin Nzhdeh       | 1908–1921                   | Iran, Balkan, Ostarmenien, Zangezur | Dashnak              |
| Makhluto             | 1880er – 1921               | Westarmenien, Ostarmenien, Zangezur | Daschnak             |
| Armen Garo           | 1895–1922                   | Westarmenien, Ostarmenien           | Daschnak             |
| Tuman Tumyan         | 1901–1906                   | Westarmenien, Ostarmenien           | --                   |
| Sarkis Kukunayn      | 1890–1910                   | Westarmenien, Ostarmenien           | Daschnak             |
| Balabekh Karapet     | 1890er–1915                 | Westarmenien                        | Daschnak             |